# Hogastenen
Hogastenen, även kallad Ramunds Häll, är en runsten i Hoga, Stala socken på Orust i Bohuslän.
Den är Orusts enda kända runsten och restes strax efter år 800, i skiftet mellan vendel- och vikingatid. Hogastenen är känd sedan 1643 och har 22 runor, som  när huggits in i en enda rad.
Den höga, smala runstenen står på ett gravfält med domarringar som består av sju respektive nio stora  bautastenar. Inskriptionen är svårtolkad, men ett par gissningar av den översatta texten lyder enligt de nusvenska versionerna nedan:

## Inskriften
Translitterering av runraden:
Hauʀ/iauʀ i · am · tain won/þon iar o mul͡a ·
Normalisering till runsvenska:
Hôr/Jór í Ám stein vann/þann hér á múla.
Översättning till nusvenska:
Ior i Åm utförde stenen här på mulen".
(Mulen = kullen) En annan föreslagen tolkning är "Haur i (gården)A m(ärkte) denna sten efter Ramund"
En annan läsning hade också föreslagits av Magnus Källström:
Translitterering av runraden:
iiauʀi · am · tainþoniarbmul͡n ·
Normalisering till runsvenska:
...(s)tæin(?) þann...
Översättning till nusvenska:
...denna sten(?)...
Liknande konstruktionen med stæin þann finns på den norska Tustenen (N 228, hailki ⋮ raiṣtị ṣtain þon ⋮ aft kaitil bruþur sin), som är lika med Hogastenen.